# ساندور آدم
ساندور آدم (بالمجرية: Ádám Sándor)‏ (1918 - 2 نوفمبر 1974) هو لاعب كرة قدم مجري في مركز الهجوم. شارك مع منتخب المجر لكرة القدم. أما مع النوادي، فقد لعب مع نادي أويبست.

## وصلات خارجية
- ساندور آدم على موقع ناشيونال فوتبول تيمز (الإنجليزية)